# Bałtalija
Bałtalija (mac. Балталија) – wieś w gminie miejskiej Sztip w środkowej Macedonii Północnej.

## Demografia
Według spisu ludności z 2002 we wsi Bałtalija mieszkało 22 mieszkańców.

### Rasy i pochodzenie
Według wyżej wspomnianych danych we wsi Bałtalija mieszkało 10 Wołosów, 7 Turków i 2 Macedończyków.